# Председник Владе Руске Федерације
Председник Владе Руске Федерације (колоквијално Премијер Русије) је друга најмоћнија функција у Русији. У складу са 24. чланом Федералног уставног закона „О Влади Руске Федерације“, Председник Владе руководи Владом Руске Федерације, организује њен рад и одређује основне правце деловања Владе. Премијера поставља и разрешава председник Руске Федерације, и он преузима власт у случају председникове смрти или оставке. Председник Русије има могућност да председава радом Владе и издаје наређења како Председнику Владе, тако и осталим члановима Владе.
За време Руске Империје, ову улогу је вршио председавајући Савета министара. Та дужност је створена 1905. доношењем Основних државних закона, док је пре тога коначну управну власт вршио руски император а министри су били извршиоци његове воље. Председавајућег Савета министара је постављао и разрешавао руски император.
У ери Совјетског Савеза, шеф владе је био председавајући Совјета народних комесара (до 1946) и председавајући Савета министара (после 1946). Личности које су биле на овим позицијама су се понекад називале премијерима.

## Председавајући Савета министара Руске Империје (1905—1917)
| Име                  | Почео мандат        | Завршио мандат      |
| Гроф Сергеј Вите     | 6. новембар 1905.   | 5. мај 1906.        |
| Иван Горемикин       | 5. мај 1906.        | 21. јул 1906.       |
| Пјотр Стоипин        | 21. јул 1906.       | 18. септембар 1911. |
| Владимир Коковцов    | 18. септембар 1911. | 12. фебруар 1914.   |
| Иван Горемикин       | 12. фебруар 1914.   | 2. фебруар 1916.    |
| Борис Стример        | 2. фебруар 1916.    | 23. новембар 1916.  |
| Александер Трепов    | 23. новембар 1916.  | 9. јануар 1917.     |
| Књаз Николај Голицин | 9. јануар 1917.     | 12. март 1917.      |

## Министар-председавајући Привремене владе (1917)
| Име                 | Почео мандат   | Завршио мандат    | Странка                               |
| Књаз Георгиј Лавов  | 23. март 1917. | 21. јул 1917.     | Конститутивна демократска партија     |
| Александар Керенски | 21. јул 1917.  | 8. новембар 1917. | Социјалистичка револуционарна партија |

## Председавајући Савета народних комесара (1917—1946)
Види: Премијер Совјетског Савеза

## Председавајући Савета министара Совјетског Савеза (1946—1991)
Види: Премијер Совјетског Савеза

## Премијер Совјетског Савеза (1991)
Види: Премијер Совјетског Савеза

## ПремијерРусије(1990—данас)
|    | Име                           | Почео мандат        | Завршио мандат      | Странка            |
| 1  | Иван Силајев                  | 15. јун 1990.       | 26. септембар 1991. | (ниједна)          |
|    | Олег Лобов (в. д.)            | 26. септембар 1991. | 6. новембар 1991.   | (ниједна)          |
| 2  | Борис Јељцин                  | 6. новембар 1991.   | 15. јун 1992.       | (ниједна)          |
|    | Јегор Гајдар (в. д.)          | 15. јун 1992.       | 14. децембар 1992.  | (ниједна)          |
| 3  | Виктор Черномирдин, 1. мандат | 14. децембар 1992.  | 23. март 1998.      | Наш дом је Русија  |
|    | Борис Јељцин (в. д.)          | 23. март 1998.      | 23. март 1998.      | (ниједна)          |
| 4  | Сергеј Кириленко              | 23. март 1998.      | 23. август 1998.    | (ниједна)          |
|    | Виктор Черномирдин (в. д.)    | 23. август 1998.    | 11. септембар 1998. | Наш дом је Русија  |
| 5  | Јевгениј Примаков             | 11. септембар 1998. | 12. мај 1999.       | (ниједна)          |
| 6  | Сергеј Степашин               | 12. мај 1999.       | 9. август 1999.     | (ниједна)          |
| 7  | Владимир Путин                | 8. август 1999.     | 7. мај 2000.        | (ниједна)          |
| 8  | Михаил Касјанов               | 7. мај 2000.        | 24. фебруар 2004.   | (ниједна)          |
|    | Виктор Кристенко (в. д.)      | 24. фебруар 2004.   | 5. март 2004.       | (ниједна)          |
| 9  | Михаил Фратков                | 5. март 2004.       | 14. септембар 2007. | (ниједна)          |
| 10 | Виктор Зупков                 | 14. септембар 2007. | 8. мај 2008.        | (ниједна)          |
| 11 | Владимир Путин                | 8. мај 2008.        | 7. мај 2012.        | Јединствена Русија |
|    | Виктор Зупков (в. д.)         | 7. мај 2012.        | 8. мај 2012.        | (ниједна)          |
| 12 | Дмитриј Медведев              | 8. мај 2012.        | 16. јануар 2020     | Јединствена Русија |
| 13 | Михаил Мишустин               | 16. јануар 2020     |                     | (ниједна)          |